# Protolestes milloti
Protolestes milloti – gatunek ważki z monotypowej rodziny Protolestidae. Endemit Madagaskaru; znany tylko z dwóch stanowisk we wschodniej części wyspy, gdzie pozyskano okazy w latach 1946–1947.